# Campeonato Nacional Femenino Sub-20 (Colombia)
El Campeonato Nacional Femenino Sub 20, es un torneo de fútbol femenino que se juega en Colombia entre las selecciones departamentales de todo el país afiliadas a la Difutbol, inició su primera edición el 6 de mayo del 2013. El torneo ofrece cupo a los Juegos Deportivos Nacionales.

## Sistema de juego
El torneo es sucesor del Campeonato Nacional Femenino, participan 27 jugadoras nacidas a partir del 1 de enero de 1996 y se admiten 3 jugadores con Categoría Libre por equipo.
Las fases durante cada torneo son:
- Fase Clasificatoria: Divididos en 5 grupos según su ubicación geográfica con sedes fijas.
- Fase semifinal: Clasifican los dos primeros de cada grupo con sedes fijas a dos grupos.
- Fase final: Clasifican los dos primeros de cada grupo en la fase anterior y el líder será el campeón.

## Historial
* Ver Campeonato Nacional Femenino
| Año           | Sede    | Campeón             | Subcampeón          | Juego Limpio                    |
| ------------- | ------- | ------------------- | ------------------- | ------------------------------- |
| 2013 detalles | Bogotá  | Selección Bogotá    | Selección Antioquia | Selección Bogotá                |
| 2014 detalles | Pereira | Selección Valle     | Selección Bogotá    |                                 |
| 2015 detalles | Pereira | Selección Antioquia | Selección Valle     | Selección Bogotá (Tercer Lugar) |

## Goleadoras y Valla menos vencida

### Máximas goleadoras por temporada
| Año  | País     | Goleador                 | Goles | Equipo              |
| ---- | -------- | ------------------------ | ----- | ------------------- |
| 2013 | Colombia | Manuela Gonzalez         | 7     | Selección Santander |
| 2015 | Colombia | Laura Valentina Renteria | 15    | Selección Risaralda |

### Valla menos vencida
| Año  | País     | Goleador         | Goles | Equipo           |
| ---- | -------- | ---------------- | ----- | ---------------- |
| 2013 | Colombia | Paula Villarraga |       | Selección Bogotá |